# Matematisk konstant
En matematisk konstant er en talværdi, som ikke ændrer sig; den er derfor det modsatte af en variabel. I modsætning til fysiske konstanter, er matematiske konstanter defineret uafhængigt af fysiske målinger.

## Tabel over nogle matematiske konstanter
Anvendte forkortelser:
I – Irrationale tal, A – algebraiske tal, T – transcendente tal, ? – ukendt.
Gen – Generelt, TT – Talteori, KT – Kaosteori, Kom – Kombinatorik.
| Symbol                   | Værdi                                         | Navn                                                | Område  | N     | Først beskrevet | # af kendte cifre |
| ------------------------ | --------------------------------------------- | --------------------------------------------------- | ------- | ----- | --------------- | ----------------- |
| {\displaystyle \pi }     | ≈ 3,14159 26535 89793 23846 26433 83279 50288 | Pi, Archimedes' konstant eller Ludolphs tal         | Gen     | T     | ?               | 1.241.100.000.000 |
| e                        | ≈ 2,71828 18284 59045 23536 02874 71352 66249 | Napiers konstant, Den naturlige logaritmes grundtal | Gen     | T     |                 | 12.884.901.000    |
| {\displaystyle \tau }    | ≈ 6,28318 53071 79586 47692 52867 66559 00576 | Cirkelkonstanten                                    | Gen     | T     | 1697            | ?                 |
| √2                       | ≈ 1,41421 35623 73095 04880 16887 24209 69807 | Pythagoras' konstant, kvadratrod 2                  | Gen     | I     |                 | 137.438.953.444   |
| √3                       | ≈ 1,73205 08075 68877 29352 74463 41505       | Theodorus' konstant, kvadratrod 3                   | Gen     | I     |                 |                   |
| {\displaystyle \gamma }  | ≈ 0,57721 56649 01532 86060 65120 90082 40243 | Euler-Mascheroni konstant                           | Gen, TT | ?     |                 | 108.000.000       |
| {\displaystyle \phi }    | ≈ 1,61803 39887 49894 84820 45868 34365 63811 | Det gyldne snit                                     | Gen     | A     |                 | 3.141.000.000     |
| {\displaystyle \beta }*  | ≈ 0,70258                                     | Embree-Trefethen konstant                           | TT      |       |                 |                   |
| {\displaystyle \delta }  | ≈ 4,66920 16091 02990 67185 32038 20466 20161 | Feigenbaum konstant                                 | KT      |       |                 |                   |
| {\displaystyle \alpha }  | ≈ 2,50290 78750 95892 82228 39028 73218 21578 | Feigenbaum konstant                                 | KT      |       |                 |                   |
| C2                       | ≈ 0,66016 18158 46869 57392 78121 10014 55577 | tvilling primtals konstant                          | TT      |       |                 | 5.020             |
| M1                       | ≈ 0,26149 72128 47642 78375 54268 38608 69585 | Meissel-Mertens konstant                            | TT      |       | 1866 1874       | 8.010             |
| B2                       | ≈ 1,90216 05823                               | Brun's konstant for primtalstvillinger              | TT      |       | 1919            | 10                |
| B4                       | ≈ 0.87058 83800                               | Brun's konstant for firling primtal                 | TT      |       |                 |                   |
| {\displaystyle \Lambda } | > – 2,7 · 10-9                                | de Bruijn-Newman konstant                           | TT      |       | 1950?           |                   |
| K                        | ≈ 0,91596 55941 77219 01505 46035 14932 38411 | Catalan's konstant                                  | Kom     |       |                 | 201.000.000       |
| K                        | ≈ 0,76422 36535 89220 66                      | Landau-Ramanujan konstant                           | TT      | I (?) |                 | 30.010            |
| K                        | ≈ 1,13198 824                                 | Viswanath's konstant 1                              | TT      |       |                 | 8                 |
| B´L                      | ≈ 1,08366                                     | Legendre's konstant                                 | TT      |       |                 |                   |
| {\displaystyle \mu }     | ≈ 1,45136 92348 83381 05028 39684 85892 027   | Ramanujan-Soldner konstant                          | TT      |       |                 | 75.500            |
| EB                       | ≈ 1,60669 51524 15291 763                     | Erdős-Borwein konstant                              | TT      | I     |                 |                   |
| {\displaystyle \psi }    | ≈ 3.35988 56662 43177 55317 20113 02918 92717 | Reciprokke Fibonacci-konstant                       |         | I     |                 |                   |

Note:
- Tabellen er ikke sorteret.